# Лабастид-д’Анжу
Лабасти́д-д’Анжу́ (фр. Labastide-d'Anjou) — коммуна во Франции, находится в регионе Лангедок — Руссильон. Департамент коммуны — Од. Входит в состав кантона Южный Кастельнодари. Округ коммуны — Каркасон.
Код INSEE коммуны — 11178.

## Население
Население коммуны на 2008 год составляло 926 человек.
| 1962 | 1968 | 1975 | 1982 | 1990 | 1999 | 2006 | 2008 |
| ---- | ---- | ---- | ---- | ---- | ---- | ---- | ---- |
| 739  | 766  | 747  | 825  | 797  | 889  | 862  | 926  |

## Экономика
В 2007 году среди 542 человек в трудоспособном возрасте (15—64 лет) 409 были экономически активными, 133 — неактивными (показатель активности — 75,5 %, в 1999 году было 69,2 %). Из 409 активных работали 361 человек (201 мужчина и 160 женщин), безработных было 48 (24 мужчины и 24 женщины). Среди 133 неактивных 39 человек были учениками или студентами, 40 — пенсионерами, 54 были неактивными по другим причинам.